# Васил Мжаванадзе
Васил Павлович Мжаванадзе (такође Василиј; 20 септембар [по јулијанском 7 септембар] 1902. - 31. август 1988) је био први секретар Комунистичке партије Грузијске ССР у периоду од септембра 1953. до 28. септембра 1972. године и члан Политбироа КПСС од 29. јуна 1957. до 18. децембра 1972. године. Отпуштен након корупцијског скандала, заменио га је Едуард Шеварднадзе. 

## Младост и рат
Рођен је у граду Кутаиси у провинцији Кутаиси, у радничкој породици. 1937. је дипломирао на лењинградској војно-политичкој академији. Учествовао је у рату са Финском 1939 - 1940. Мжаванадзе је служио у Црвеној армији као политички комесар током Другог светског рата. Од марта 1941. био је војни комесар 16. пешадијске дивизије, од августа 1941. - војни комесар 118. пешадијске дивизије на Лењинградском фронту. Од новембра 1941. године био је шеф политичког одељења. Од децембра 1942, био је члан Војног савета 42. лењинградске армије и 3. балтичког фронта, од априла 1944. члан Војног савета 2. ударне армије. Учествовао је у одбрани Лењинграда и у офанзивној операцији Лењинград -Новгород. Од јуна 1944. - члан Војног савета 21. армије. Рат је завршио у Прагу 9. маја 1945. 

## После 2. светског рата
Након рата, постао је заменик команданта за политичка питања у војном округу Харкова (1945-1946), Кијева (од јануара 1947) и у Украјинској ССР, под управом вође Украјинске комунистичке партије (и касније совјетског лидера) Никите Хрушчова. 
Грузијом су у то време владале присталице Лаврентија Берије, који је био први секретар Грузијске комунистичке партије од 1931. до 1938. године. У јулу 1953. године, након смрти совјетског лидера Јосифа Стаљина и хапшења Берије, руководство Грузијске комунистичке партије прочишћено је од Хрушчоових присталица. Мжаванадзе је унапређен да води партију у Грузији, замењујући Беријиног штићеника Александра Мирчулава на месту првог секретара 20. септембра 1953. У невиђеном приказу војног присуства на политичкој арени, Мжаванадзеу су се у Грузијском централном комитету придружили генерали Алексеј Инаури и Алексеј Антонов. Када је Хрушчов 1957. постао вођа СССР-а, Мжаванадзе је именован као кандидат (без права гласа) совјетског Политбироа. Пуноправни члан је постао 1966. године. 
Октобра 1964. године активно је учествовао у припреми отпуштања Хрушчова, подржавајући Л. И. Брежњева, са којим га је повезивало старо пријатељство из војске. Декретом Председништва Врховног Совјета СССР-а од 21. септембра 1962. а у вези са његовим шездесетим рођенданом и успесима у служби Комунистичкој партији и совјетској држави, Василију Павловичу Мжаванадзеу је додељена титула Хероја социјалистичког рада додељивањем Ордена Лењина и Златне медаље "Срп и чекић". 
Добитник је 3 ордена Лењина (15.11.1950, 21.09.1962, 02.02.1971), Ордена октобарске револуције (22.09.1972), 3 ордена Црвеног банера (5.9.1940, 02.02.1943, 11.11.1944), Орденима Суворова 2. степена (04.04.1945), Кутузова 1. (22.6.1944) и 2. (21.2.1944) степена.

## Скандал у вези корупције
Грузија је напредовала током мандата Мжаванадзеа у борби против корупције. Сам Мжаванадзе постао је симбол корумпиране и неефикасне управе. Оптужен је да је продавао аукцијске послове, присвајао државне фондове и управљао илегалним фабрикама ради сопственог богаћења. 
Средином 1972, Мжаванадзе је јавно оптужен за корупцију и осудили су га медији под контролом државе. Поднео је оставку на функцију првог секретара 28. септембра 1972. године, а заменио га је амбициозни министар унутрашњих послова Едуард Шеварднадзе. Спекулише се да је Шеварднадзе имао удела у смени свог шефа; он је сигурно био очигледни кандидат који ће заменити Мжаванадзеа. Мжаванадзе је 18. децембра отпуштен са места у Политбироу и у немилости се повукао у Грузију. Умро је у Москви 1988. године. Последње године свог живота живео је у приградском селу Жуковка, близу Москве. Почаствован је државном сахраном у Тбилисију.